# 三沢厚彦
三沢 厚彦（みさわ あつひこ、1961年11月28日 - ）は、日本の彫刻家。京都府生まれ。武蔵野美術大学特任教授。西村画廊所属。
東京芸術大学美術学部彫刻科卒業。同大学院美術研究科修士課程修了。代表作は樟を素材とした木彫で動物を表現した「ANIMALS」シリーズ。全国の公立美術館にて展覧会を開催している。

## 略歴
- 2000年 - 西村画廊にて個展。
- 2001年 - 第20回平櫛田中賞受賞。
- 2005年 - 第15回タカシマヤ美術賞受賞。
- 2007年 - 第34回長野市野外彫刻賞受賞。全国5ヶ所の公立美術館で『三沢厚彦 ANIMALS＋』開催。
- 2010年 - あいちトリエンナーレ2010（愛知県美術館）に、豊嶋秀樹と共作で参加。NHK『トップランナー』に出演。
- 2019年 -「Animal 2018-01」が第41回中原悌二郎賞を受賞した[2]。2021年には武蔵野大学美術館で企画展「オムニスカルプチャーズ」を監修したほか[3]、2022年2月には同年5月以降にNFTマーケットプレイスにて作品が販売されることが発表された[4]。

## 著書
- 作品集『三沢厚彦 アニマルズ』（求龍堂、2002年）
- 絵本『動物たち』（理論社、2003年）
- 絵本『しっぽしっぽ』（福音館書店、2004年）
- 絵本『ぞうをつくる』（文：くれたにゆき、福音館書店、2006年）
- 作品集『ANIMALS＋』（求龍堂、2007年）